# サラ・ウォーカー
サラ・ウォーカー（Sarah Walker、1988年7月10日 - ）は、ニュージーランド、ファカタネ出身の女子自転車競技・BMX選手。2016年に選出されたIOC選手委員。

## 来歴
2005年
- BMX世界選手権・ジュニア 2位

2006年
- BMX世界選手権
  - クルーザー・ジュニア 2位
  - ジュニア 3位

2007年
- BMX世界選手権
  -  クルーザー 優勝
  - エリート 2位

2008年
- BMX世界選手権
  - クルーザー 3位
  - エリート 3位
- 北京オリンピック 4位

2009年
- BMX世界選手権
  -  クルーザー 優勝
  -  エリート 優勝

2010年
- BMX世界選手権
  - エリート 2位

2011年
- BMX世界選手権 2位

2012年
- ロンドンオリンピック 2位